# Naukraria
Als Naukraria (altgr. ναυκραρία = Schiffshauptmannschaft von ναυκληρέω = ein Schiff besitzen) bezeichnete man in archaischer Zeit in Athen eine Untergliederung der athenischen Bürgerschaft, die jeweils ein Schiff und zwei Reiter bereitzustellen und zu unterhalten hatte. Der Anführer einer Naukraria hieß Prytanis Naukraros (πρύτανις ναυκράρων). Ihm unterlag neben der Führung der Naukraria die Finanz- und Kriegsverwaltung. Es gab insgesamt 48 Schiffshauptmannschaften – vier athenische Phylen bestanden aus je drei Trittyen, die jeweils vier Naukrarien stellten.
Nach den Kleisthenischen Reformen war Athen in zehn Phylen eingeteilt. Kleisthenes erhöhte deshalb ihre Zahl auf 50, jeweils 5 Naukrarien aus einer Phyle. Die Finanz- und Kriegsverwaltung wurde jedoch den Prytanen übertragen. Unter Themistokles wurden die Prytanis Naukraros durch Trierarchen ersetzt.